# Diet Mountain Dew
«Diet Mountain Dew» (иногда стилизована как «Diet Mtn Dew»; с англ. — «Диетическая Маунтин Дью») — песня американской певицы Ланы Дель Рей со второго студийного альбома Born to Die. Аудио демоверсии песни, спродюсированной Майком Дэйли, было выложено на YouTube-канал исполнительницы 13 июня 2011 года.

## История создания и релиз
Песня была написана Ланой Дель Рей (Элизабет Грант) и Майком Дейли в 2010 году. Тогда, Лана Дель Рей прогуливалась по Нью-Йорку и соответственно придумала текст и мелодию. Запись песни прошла в студии звукозаписи Лос-Анджелеса в 2010 году. Продюсерами песни стали Джефф Хаскер, Эмиль Хейни и Майк Дейли. Трек вошёл во второй студийный альбомы певицы, который получил название Born to Die, который принес популярность Дель Рей. Трек расположился в альбоме под пятым номером. Релиз композиции состоялся 13 июня 2011 года в формате дэмо-записи на канале Дель Рей YouTube. По состоянию на 2012 год, видео имеет более миллиона просмотров. В 2011 году, Лана Дель Рей дала комментарий по поводу песни журналу «Q»: 

Я просто гуляла по Нью-Йорку и напевала эту мелодию и текст, записала их на диктофон, после чего моя команда сделала из обычной записи песню.

## Другая информация

### Реакция критиков
Песня «Diet Mountain Dew» получила положительные отзывы от большинства рецензентов из различных американских изданий. Несмотря на позитивный критический прием, песня не попала в чарты.

### В культуре
Демоверсия песни «Diet Mountain Dew», спродюсированная The Flight, была использована в седьмом эпизоде третьего сезона культового американского телесериала «90210: Новое поколение», премьера которого состоялась 1 ноября 2010 года.

## Список композиций
Цифровая дистрибуция
1. «Diet Mountain Dew» - 4:42